# 花咲舞が黙ってない
『花咲舞が黙ってない』（はなさきまいが だまってない、英題: Hanasaki Mai Speaks Out）は、池井戸潤の経済小説『不祥事』『銀行総務特命』などを原作とする日本のテレビドラマシリーズ。
2014年に漫画化され、テレビドラマ第2シリーズ終了後の2016年には同名タイトルの小説が『読売新聞』の朝刊に連載され、2017年9月に文庫本が中公文庫から刊行された（小説については花咲舞が黙ってない (小説)を参照）。
「花咲舞が黙っていない」の表記は誤り。
本稿では便宜上、第1シリーズをS1、第2シリーズをS2、第3シリーズをS3とする表記を適時用いる。

## 概要
メガバンク・東京第一銀行の臨店班、花咲舞と相馬健のコンビが、銀行内の様々なトラブルを解決してゆく。
臨店班とは問題を起こした支店へ直接出向き、業務改善できるように指導・支援し、解決を図る部署である。支店の問題点を洗い出すという仕事の性質上、臨店先ではあまり歓迎されず、行員の協力もなかなか得られない中で、花咲と相馬が奮闘する。

### S1・S2（概要）
原作は花咲シリーズの『不祥事』以外に同じ池井戸潤の、指宿修平を主役とした『銀行総務特命』『銀行狐』、黒部一石を主役とした『銀行仕置人』、恋窪商太郎を主役とした『仇敵』シリーズなどの短編が、アレンジされて使用されている。
主演は杏。前年に放送された同じく池井戸原作のTBSドラマ『半沢直樹』になぞらえて、「女性版・半沢直樹」的主人公の銀行員を演じると報道された。
第1シリーズは、2014年1月23日に作者の池井戸より製作が発表され、同年4月16日から6月18日まで日本テレビ系「水曜ドラマ」枠で放送された。主演の杏は、『ごちそうさん』終了後継続出演であり、また継続主演でもあった。
2015年3月27日に第2シリーズの製作が発表され、同年7月8日から9月16日まで第2シリーズが前作と同じ水曜ドラマ枠で放送された。本作ではあえて続編を意図とする「パート2」や「続」といった文言をタイトルに入れず、相馬役の上川隆也は「花咲舞の物語は、何も変わらず、再び幕を開けるのです」と記者会見で述べている。

### S3（概要）
2024年4月13日から6月15日まで第3シリーズが日本テレビ系「土ドラ9」枠で放送された。新ドラマ枠「土ドラ9」の第1作。
主演の舞を今田美桜、相馬を山本耕史にキャストを一新し、ドラマと同名タイトルの小説を原作として映像化された。
S1・S2で相馬を演じた上川は、S3では舞の叔父・花咲健役で出演した。また、原作に半沢直樹が登場することからドラマでも第5話から登場し、同役として、劇団ひとりが起用された。
舞が支店の窓口係から臨店班に異動するところから物語が再始動しており、S1・S2での出来事はリセットされている。

## キャスト
キャストについては『不祥事』を下敷きにしている。詳細な人物説明は不祥事 (小説)#登場人物を参照。

### 主要人物
花咲舞〈26〉 → 〈27〉 / 〈27〉
演 - 杏（S1・S2） / 今田美桜（S3）
支店統括部 臨店班。かつて赤坂支店、中野支店で明るく親切で頼りになるテラー（窓口係）として同僚や顧客から人気があったが、突然臨店班に異動を命じられる。正義感が強く、不正行為やメガバンク独自の理不尽な慣習の犠牲になる人々を見過ごす事ができずに、間違っていると思った事は徹底的に追及する。しかし行員の粗探しをするような臨店の仕事には戸惑いを感じており、時に思い悩む。
臨店先では邪魔者扱いされる事が多く、そのことで不満を顔に出しそうになると、すぐに相馬からストップをかけられる。納得いかない命令に反論する時は「お言葉を返すようですが」と切り出し、悪事を暴かれた相手が「黙りなさい！」と声を荒らげると、「（いいえ）黙りません！」「そんなの絶対間違ってます！」と言い返すのがお約束。
テラーとしてのスキルは抜群に優秀で、臨店先でも一目置かれるほど。事件の解決も事務処理能力を駆使して行う事が多い。
相馬とは遠慮なく言い合いをする仲だが、食べる事が好きという点では意気投合する。
原作ではオヤジのようなキャラだが、ドラマ版の舞はより親しみやすくなっていて、仕事を離れれば同僚の女子行員達と飲み会で盛り上がったり、彼氏がいないことを周囲からからかわれたり心配されたりと、普通の女性らしい部分も描かれている。
相馬健〈42〉 → 〈43〉 / 〈45〉
演 - 上川隆也（S1・S2） / 山本耕史（S3）
支店統括部 臨店班 調査役。かつて中野支店でも舞の上司だったが、歯に衣着せぬ物言いをする舞は最も苦手な部下であった。第1シリーズから6年前は丸の内支店の優秀な融資課行員で部下だった松木に現在も尊敬されているが、当時の上司・新田の策略にはまり出世コースを外れ、地方店の営業課に異動させられる。その時は自暴自棄になっていて妻とも離婚し、現在は独身。
こうした挫折経験から銀行内の理不尽な慣習は仕方ないと諦めていて、臨店班に移った当初は波風のたたないよう心がけて仕事をしていたが、舞とコンビを組みその言動に呆れながらもサポートするうちに徐々に考えを改め、自らも事件の解決に動くようになる。
飄々としていながら冷静で的確な判断力の持ち主で、特に融資関係のトラブル処理では高い能力を発揮する。これまで培って来た幅広い人脈も強み。言いたい事をすぐ口に出す舞の暴走には日々手を焼いているが、困っている人に寄り添おうとする舞の姿勢には共感している。
S3第9話でエリア51の東東デンキの案件に触れたため富士見ノ丘支店に異動となるが、昇仙峡が富士見ノ丘支店に紀本の不正の証拠を探らせるために仕掛けたもので、最終話で舞たちとともに紀本がインサイダー取引で得た金を石垣財務大臣に渡していた証拠を明らかにし、再び臨店班へ異動となる。
食べ歩きが趣味でグルメガイドを持ち歩いており、臨店に行った街で何を食べるかが大きな関心事となっている。舞の父・幸三（S3では舞の叔父・健）が作る料理にはまり、居酒屋「花咲」（S3では花さき）の常連客になる。
S3では暇を見つけては臨店班の執務室や臨店先で筋トレに励んでいる。
真藤毅〈55〉 → 〈56〉
演 - 生瀬勝久（S1・S2）
常務執行役員 経営企画本部長 （S1）→常務取締役（S2）。
将来の頭取候補の一人で、真藤派閥を形成している。銀行の名誉と利益を第一に考え、行員の犠牲はやむを得ないという冷徹な思考の持ち主。次々に不祥事を暴く臨店班を快く思っておらず目の敵にする。問題が起きると外部に漏れない事を最優先にするが、銀行の名誉を傷つけるような不正をおかした者には厳しく対処する。何よりもまず銀行を守るという彼のポリシーとは相容れないものの、組織の間違いを正そうとする舞の事は青臭い、無鉄砲と言いながらも密かに買っているようである。組織の内部改革を押し進める中で臨店班の解体も考えていたが、銀行を変えたいという舞の決意を聞き、しばらく様子を見るという判断をくだして臨店班の存続が決まった。
S2では次期頭取の座を巡って堂島に激しいライバル心を抱く。堂島派の支店長の失態に表向きは寛容な態度を取るが、実は密かに喜んでいる。同時に、自分の派閥の支店長の首を飛ばした臨店班への警戒をますます強める。
しかしS2最終回で、5年前に蔵中建設からの賄賂が当時の融資部長だった真藤の銀行口座に振り込まれていた事が明るみに出る。実際に賄賂を受け取ったのは頭取の芹澤で、真藤の口座は利用されていたのだが、頭取のスキャンダルが発覚すれば銀行が潰れかねないと真実を隠して自分が罪をかぶろうとする。しかし役員会で臨店班が真実を暴き、「上司のミスの責任を部下に取らせるような銀行は変わらなければいけない」という舞の言葉もあって、隠ぺいは銀行のためにならないと翻意し、芹澤頭取の不正を告発して自らもそれを知りながら黙認していた事を認めた。その責任を取って子会社へ出向となったが、去り際に、臨店の二人には、近いうちにまた東京第一銀行に戻って来るとの言葉を残した。
昇仙峡玲子（しょうせんきょう れいこ）〈42〉
演 - 菊地凛子（S3）
本部・経営企画部に所属し、いずれは東京第一銀行初の女性取締役、頭取を狙えると言われるエリート。企画部長の紀本からの行内の不都合な事実を隠ぺいする特命担当の任を受け、臨店班の花咲や相馬と対立する。
恋人だった川野の仇を取るため紀本の懐に潜り込んでおり、舞たちとともに紀本がインサイダー取引で得た金を石垣財務大臣に渡していた証拠を明らかにし復讐を果たす。紀本が失脚後は東京第一銀行と産業中央銀行の合併委員会のメンバーに選ばれる。

### 東京第一銀行本部
辛島伸二朗〈56〉 → 〈57〉 / 〈54〉
演 - 榎木孝明（S1・S2） / 神尾佑（S3）
支店統括部長。穏やかな人格で行内の実力者。銀行の旧弊な体質を変える事を期待して若い舞を抜擢し、相馬とコンビを組ませる。
芝崎太一〈44〉 → 〈45〉 / 〈50〉
演 - 塚地武雅（S1・S2） / 飯尾和樹（ずん）（S3）
支店統括部・次長。舞と相馬の直属の上司に当たり、常に「大変だー」と言いながら臨店班に仕事を持ち込んで来る。行内の噂話に詳しい。幼少期には警察官（刑事）に憧れていた。
児玉直樹〈42〉 → 〈43〉
演 - 甲本雅裕（S1・S2）
経営企画本部・次長（S1）→秘書室次長（S2）。
真藤派閥のリーダー。真藤の事を恐れながらもその忠誠心は厚く、真藤がトラブルに巻き込まれたときは救おうとする。真藤の命を受け臨店班の動向を監視している。相馬とは同期入社。
堂島正吾〈58〉
演 - 石橋凌（S2）
専務取締役。ニューヨーク支社から戻り次期頭取争いに名乗りをあげた豪腕バンカー。着任早々、真藤に「君のやりたいようにはさせない」と宣言し、真藤への牽制のために臨店班を利用する時もある。
S2最終回にて、役員会議で芹澤頭取の不正が発覚した際にすかさず解任に追い込み、新頭取の座を掴んだ。前頭取の背任行為発覚で銀行の信用が落ち困難な中での頭取就任であったが、就任挨拶では行員達に向け、旧い銀行を変えて行くために行員達の力を貸してほしいと訴えた。
松木啓介〈30〉
演 - 成宮寛貴（S2）
五反田支店 融資課。入行当時は丸の内支店に所属していて相馬が直属の上司で熱心に指導してくれたため彼を尊敬している。また花咲にはその熱い仕事ぶりに好意を抱いていて何度か食事に誘うが、花咲はその思いに気づかず、毎回相馬も一緒に3人で食事をする事になる。
S2第7話で担当した会社のクレジットファイルを盗まれるという事件を起こし、責任を負って岡山支店（営業課）へ異動になる。一度バツがついたら銀行では終わりだと落ち込むが、舞から励まされた事で、どこにいても自分に出来る事をやろうと再起を誓いながら新しい赴任先へと旅立って行った。
紀本平八〈48〉
演 - 要潤（S3）
経営企画部長。産業中央銀行との合併を前に行内を見渡して不都合な事実を洗い出し、東京第一銀行側の不利益になることを隠ぺいする特命担当に昇仙峡を任命する。
最終話で派閥からの出向者から入手した出向先の粉飾などの不都合な情報を隠ぺいさせ、株の空売りによるインサイダー取引で得た利益を石垣財務大臣に渡していた悪事を舞たちに明らかにされる。銀行のために悪事に手を染めたと弁明するが、出入りする銀座のクラブのホステスたちを使い個人でもインサイダー取引で私腹を肥やしていたことを半沢直樹に明らかにされ、金融商品取引法違反の容疑で逮捕される。
川野直秀
演 - 平原テツ（S3）
昇仙峡の亡き恋人。相馬の同期。元京橋支店 融資課長。支店長時代の紀本に反対していた融資担当先・京橋建材への葉山コンサルの紹介を自分の名前で強引に勧められ、融資先への稟議を突き返されるなど嫌がらせを受ける。その後、京橋建材が倒産、青山社長が急死したことで心を病みながらも銀行の不正を明らかにしようとエリア51や石垣財務大臣との癒着を極秘裏に調べ上げるが、志半ばに自ら命を絶ってしまう。
牧野治
演 - 矢島健一（S3）
頭取。紀本や昇仙峡が属する派閥のトップ。

### 産業中央銀行
半沢直樹（はんざわ なおき）
演 - 劇団ひとり（S3）
経営企画部次長。
野村芳行
演 - 森下じんせい（S3）
経営企画部長。
景山誠吾（かげやま せいご）
演 - 三浦浩一（S3）
頭取。

### 舞の家族
花咲幸三〈60〉 → 〈61〉
演 - 大杉漣（S1・S2）
舞の父。自宅の一階を改装した居酒屋「花咲」を営む。ドラマオリジナルキャラクター。妻を早くに亡くし、男手ひとつで舞を育てて来た。元々はサラリーマンだったが妻亡き後、家の食事を作るようになり、そこから発展して現在の店を開き、今では近所の人や舞の同僚達の憩いの場となっている。
気立てがいい好人物で、娘の将来を心配する。娘の夢はバンカーの妻になる事だと信じていて、独身の男性バンカーが店を訪れるとすぐに舞と結びつけたがる。
S3の第2話で北海道で農家になると店を弟の健に引き継いだと舞が語っている。
花咲健（はなさき けん）〈58〉
演 - 上川隆也（S3）
舞の叔父。「酒肴処・花さき」の店主。舞からは健ちゃんと呼ばれている。舞が銀行に就職したのをきっかけに、ある企業の法務担当だったが脱サラして兄の店を引き継ぐ。姪の舞に悪い男が近づかないか気を揉んでいる。 妻の直美とは5年前から別居中。

### ゲスト

#### S1（2014年）
複数話登場の場合は演者名の横の括弧（）内に表記。
第1話
- 中島聡子（茅場町支店 テラー、事務職一級 → 懲戒解雇） - 木村佳乃
- 矢島俊三（茅場町支店長 → （株）東京ファースト電工） - 羽場裕一
- 三上利治（イエローチップ社長） - 本宮泰風
- 園田充明（向島支店長） - 大河内浩（第6話）
- 吉田（茅場町支店 営業課長） - 住田隆
- 河本基（茅場町支店 副支店長 → 懲戒処分） - 中脇樹人
- 田中（中野支店 副支店長） - 小沢日出晴（第5話）
- 斉藤茉莉奈（中島の同僚行員） - 上間美緒
- 彩奈（中野支店 テラー、舞の同期） - 瀬戸早妃（第2・7話）
- 神田美歩（中島の同僚行員） - 松原夏海
- 佐藤亜紀（中野支店 テラー、舞の同期） - 田中こなつ（第2・5・6話、S2第3・5話）
- 小林実花（寿退社した舞の元同僚で同期） - 綾那（第2話）
- 田中幸子（中島の元同僚、事務職一級） - 椿ゆきこ
- 藤原清美（中島の元同僚、事務職一級） - 高橋陽子
- 石井香織（中島の元同僚、事務職一級） - 上原敦子

第2話
- 杉下祐一（青山支店 融資課 グランマリッジ融資担当） - 田中圭
- 新田隼夫（青山支店長、元丸の内支店 融資課長 → 懲戒解雇） - 飯田基祐
- 島村雄太（警視庁刑事部捜査第二課警部補） - 岸祐二
- 宗方英司（グランマリッジ代表） - 橋本禎之

第3話
- 須賀住男（蒲田支店長 → 異動） - 神保悟志
- 金田孝弘（蒲田支店 庶務行員） - 阿南健治
- 門脇銀次（蒲田支店 営業課長） - 中村靖日
- 武内克美 / 鈴木浩（荒磯の子社長 → 逮捕） - 丸山智己
- 川井妙子（蒲田支店 テラー） - 奥田ワレタ
- 髙見沢 栞（蒲田支店 テラー） - 桂亜沙美
- 石渡美波（蒲田支店 テラー） - 弥香

第4話
- 中村京子（横浜西支店長 → 懲戒戒告） - 戸田恵子
- 光岡和代（光岡の母） - 秋本奈緒美
- 光岡久志（横浜西支店 融資課 尾見機械工業担当） - 吉村卓也
- 荻野努（横浜西支店 融資課課長） - 木下ほうか
- 尾見稔（尾見機械工業社長） - 伊沢弘
- 岡崎菜央（横浜西支店 テラー） - 松浦雅

第5話
- 青田作一（金融庁主任検査官 → 懲戒免職） - 高杉亘
- 牧野敬一郎（中野支店長 → 懲戒処分） - 小木茂光
- 永瀬崇（中野支店 融資課 → 懲戒処分） - 田中幸太朗
- 島崎圭子（中野支店 テラー、舞の同期） - 中村静香
- 木村（中野支店 融資課長） - 石塚良博
- 石井（中野支店 融資課） - 畑俊樹

第6話
- 川島奈津子（京橋支店 テラー、舞の同期 → 懲戒訓告） - 前田亜季
- 大前貢（本部・人事部 次長、前京橋支店長） - 堀部圭亮
- 井脇悟（京橋支店長） - 佐藤裕
- 高田友梨（舞・奈津子・亜紀の同期で友人） - 梅舟惟永（S2第3・5話）
- 内藤久美子（田園調布支店 テラー） - 大森華恵
- 乾美菜子（新宿南支店 テラー） - 八木菜々花
- 根岸萌（向島支店 テラー） - 喜多陽子

第7話
- 友田浩次郎（東京ダラスオーナー） - 姜暢雄
- 若村良二（品川支店 副支店長 → 懲戒解雇） - 野仲イサオ
- 八木康明（品川支店長 → 懲戒処分） - 菊池均也
- 大塚健人（東京ダラスシェフ） - 夕輝壽太
- 秋山秀彦（AKIYAMAオーナーシェフ、元東京ダラスシェフ） - 伊藤高史
- 難波剛士（品川支店 融資課長） - 大内厚雄
- 阿部祐樹（彩奈の交際相手） - 安居剣一郎

第8話
- 秋本輝夫（京浜銀行 久が原支店 渉外課） - 桐山漣
- 関口静江（東京第一銀行元顧客、京浜銀行顧客） - 茅島成美
- 東諒一（東京ファースト証券 川崎支店長、相馬の同期） - 鼓太郎

第9話
- 伊丹清一郎（伊丹グループ御曹司、新宿支店 融資課 → 本部人事部付 → 退職） - 平岡祐太（最終話）
- 羽田雅則（新宿支店 融資課長） - 入江雅人
- 幸田義男（幸田産業社長） - 梨本謙次郎
- 伏見崇（新宿支店 営業課長） - 山中崇
- 西野（本部・融資部長） - 小野了
- 徳山（新宿支店長） - 永倉大輔
- 中島英里子（新宿支店 テラー） - 大村彩子
- 安川（新宿支店 テラー） - 江田結香
- 斉藤（新宿支店 融資課） - 高橋秀行
- 伊丹 清吾（伊丹グループ会長） - 船越英一郎【特別出演】（最終話）

最終話
- 坂田栄介（本部・営業第二部 次長 → 北越第一工業（株）） - 東根作寿英
- 中河勲（本部・営業第二部長 → 守村川支店 営業課長） - 河野洋一郎
- 亀田純一（本部・営業第二部 → 退職） - 和泉崇司
- 井関（本部・営業第二部） - 向野章太郎
- 坂田美由紀（坂田の妻） - 瑛蓮
- 三原（伊丹ホールディングス経理部長） - 山本修夢
- 坂田菜々美（坂田の娘） - 矢崎由紗

#### S2（2015年）
第1話
- 橋爪藤一（日本橋支店長 → 東京アインツ機械（株）） - 寺脇康文
- 北原有里（日本橋支店 渉外課 → 館川支店） - 片瀬那奈
- 諸角博史（諸角産業社長） - 佐藤B作
- 中村昌弘（日本橋支店 渉外課長） - 小松和重
- 辻本健二（草津支店客 → 逮捕） - 児嶋一哉（アンジャッシュ）
- 早坂（草津支店長） - 難波圭一

第2話
- 中北友康（五反田支店長 → 懲戒解雇） - 金田明夫
- 安積尚人（あづみ屋ストア社長） - おかやまはじめ
- 神谷宏昌（カミングマート社長） - 冨家規政

第3話
- 吉川恭子（六本木支店 テラー → 懲戒解雇・逮捕） - 内山理名
- 神田隆（六本木支店 営業課長） - 正名僕蔵
- 馬場浩一（ブランダージュ社長 → 逮捕） - 袴田吉彦
- 伊沢良子（六本木支店 テラー） - 宮地雅子
- 枡野理江（六本木支店 テラー） - 大坪あきほ
- 久保寺敏也（六本木支店長） - 遠山俊也

第4話
- 小見山巧（町田支店 融資課長 → 懲戒解雇） - 渡辺いっけい
- 前原美樹（町田支店 融資課） - 中越典子
- 古橋洋一（町田支店 融資課） - 長田成哉
- 和田直樹（町田支店 融資課） - 木原勝利
- 北野和也（町田支店 融資課） - 溝呂木賢
- 春日直道（町田支店長 → 異動） - 山田純大
- インタビュアー（レポーター） - 角田晃広（東京03）

第5話
- 青井省一（デジタルブルー社長） - 石黒賢
- 石原由美（相馬の元妻） - 財前直見【友情出演】
- 美優（舞の合コン仲間） - 滝裕可里

第6話
- 氷室瑛一（検査部主任 → 本部人事部付） - 東幹久
- 田山勝治（深川支店長 → （株）東京ファースト電工） - 石橋保
- 江藤尚人（深川支店 融資課） - 笠原秀幸
- 北村由紀彦（深川支店 融資課長） - 土屋裕一

第7話
- 葛西紀夫（品川物流社長 → 融資中止） - 戸次重幸
- 門田征二（五反田支店 融資課長 → 停職1カ月） - 音尾琢真
- 竹内和義（五反田支店長） - まいど豊
- 斎藤香苗（五反田支店 庶務行員） - 山下裕子
- 沢田茂（サワダ建業社長） - 野添義弘
- 沙羅（パラダイスキャバクラ嬢） - 小松彩夏
- エミリ（パラダイスキャバクラ嬢） - 丸高愛実

第8話
- 磯部隆彦（元東京第一銀行行員、虎の門支店 融資課 → 逮捕 → 釈放） - 小市慢太郎
- 水原伍郎（川崎支店支店長、 元虎の門支店 融資課長→ 懲戒処分（降格）・関連会社出向） - 半海一晃
- 金田亮司（武蔵小杉支店長、前虎の門支店 融資課長代理 → 懲戒戒告） - 森岡豊
- 岡村栄一郎（岡村スチール社長） - 八十田勇一
- 辺見久幸（虎の門支店長） - 信太昌之
- 田川美枝子（虎の門支店 融資課 事務員） - 高橋ひとみ

第9話
- 西原香澄（三鷹支店 渉外課 → 懲戒解雇） - 中村ゆり
- 堀田真吾（三鷹支店 融資課 → 館川支店） - 和田正人
- 野口始（三鷹支店長 → 懲戒訓告） - 佐戸井けん太
- 小泉洋一（三鷹支店 融資課長） - 右近良之
- 川端道和（カワバタ機械社長） - 吉満寛人

第10話
- 三枝喬一（豊洲支店支店長 → 査問委員会案件） - 津田寛治
- 中野秀夫（豊洲支店 副支店長） - 岸博之
- 久我靖彦（時田硝子元専務） - 大和田獏
- 時田紀一郎（時田硝子元社長） - 山崎銀之丞
- 時田恒夫（紀一郎の息子） - 秋山大樹
- 加瀬直紀（豊洲支店 融資課）

最終話
- 芹澤龍一（東京第一銀行頭取 → 解任（懲戒解雇）・逮捕） - 村井國夫
- 真藤嘉子（真藤の妻） -  大島さと子
- 芹澤弥生（芹澤の妻） - 長谷川稀世
- 西崎章人（蔵中建設 総務部長） - 近江谷太朗
- 荒木誠（秘書室長 → 懲戒処分） - 大高洋夫

#### S3（2024年）
第1話
- 根津京香（羽田支店 融資課、舞の支店勤務時代の先輩） - 栗山千明
- 藤枝賢造（羽田支店長 → 松若第一工業） - 迫田孝也（最終話）
- 安藤浩之（羽田支店 融資課） - 中島広稀
- 大沢あゆみ（エトラン経理担当） - 山田真歩
- 木幡信三（エトラン社長 → 退任） - 竹森千人
- 新庄（羽田支店 融資課長） - 勢登健雄
- 石井美優（羽田支店 テラー、舞の支店勤務時代の同僚） - 御子柴彩里
- 島井映子（島井製作所代表取締役・藤枝美智子の母） - 外海多伽子
- 唐木田剛（羽田支店 前支店長） - 岩本淳
- 赤石コーポレーションの社長（根津が担当した融資先の社長） - 田野良樹
- 本間（羽田支店の顧客） - やす（ずん）

第2話
- 畑仲康晴（検査部 主任検査官、元新宿支店 融資課 → 懲戒解雇） - 三宅弘城
- 白石吾郎（白石珈琲社長）  - 斉藤暁
- 白石悦子（白石珈琲専務、吾郎の妻）  - 円城寺あや
- 雲井英一郎（オマールカフェCEO） - 浜田信也
- 八代智哉（赤坂支店融資課 白石珈琲担当） - 武田航平
- 奥平光彦（赤坂支店長） - 山中崇史
- 鳴沢宏樹（赤坂支店 融資課長） - 有山尚宏
- 佐竹守（新宿支店 副支店長、相馬の同期） - 川原田樹
- 手嶋祐輔（東京第一銀行本部 融資部） - 吉木遼
- 室井（室井不動産） - 古川順
- 講師（シニア管理職研修 講師） - 境浩一朗

第3話
- 田沼英司（アクアソート社長） - 犬飼貴丈
- 土屋友康（アクアソート常務、田沼の友人） - 中山求一郎
- 小倉哲（本部・業務統括部長、元銀座支店長 → 出向） - 矢柴俊博
- 坂野元（銀座支店融資課 アクアソート担当） - 小林虎之介
- 西原清孝（銀座支店長） - 大野泰広
- 皆川隆一（銀座支店 融資課長） - 佐々木一平
- 佐藤完爾（シンバシサービス、元総会屋） - 山口祥行
- 蓮見（シンバシサービス） - 栄信
- 福森治子（お食事処さざなみ店主） - 梅沢昌代

第4話
- 平井勇磨（平井エンジニアリング社長、舞の元カレ） - 前野朋哉
- 助川信次（平井エンジニアリング経理部長、元板橋支店 融資課長（出向者） → 解任） - 山西惇
- 多田野肇（平井エンジニアリング経理課長） - 阿部翔平
- 菊池一男（平井エンジニアリング元経理課長） - 中野剛
- 平井茂（平井エンジニアリング専務、勇磨の叔父） - 世志男
- 井上（府中支店 営業課長） - 河野安郎
- 支店長（10年前の板橋支店長） - 浅木信幸

第5話
- 八坂剛（老舗旅館 白鷺亭社長、眠山観光組合長） - 髙橋洋
- 五十嵐（白鷺亭料理長） - 石丸謙二郎
- 前浜規男（眠山支店長） - マギー
- 後藤涼太（眠山支店融資課、白鷺亭担当） - 吉田健悟
- 北見容子（眠山支店 テラー、パート） - 松熊つる松
- 落合若菜（眠山支店 テラー、パート） - 金澤美穂
- 津村真智子（眠山支店 庶務行員、そば処ささや手伝い） - 横内亜弓
- 丹羽夫婦（ジビエ料理シェ・ニワ オーナー夫婦） - 太田順子、柴田鷹雄（役名：芳弘）
- 北見学（北見容子の夫） - 吉田ウーロン太
- 武藤（落合に振込詐欺か相談する顧客） - 山口みよ子
- 眠山支店の顧客（北見と世間話する顧客） - もろいくや
- 若村（川野、昇仙峡の同僚行員、パート） - 伊藤佳寿子

第6話
- 谷原道代（かと勘の常連客、奈保子の母親） - 宮崎美子
- 谷原奈保子（5年前に亡くなった道代の娘、ヘブン製薬元社員） - 堀田茜
- 平岡秀紀（ヘブン製薬元社長、研究者） - 田村健太郎
- 香坂遼（ブレインリーチCEO、平岡の同級生） - 猪塚健太
- 大将（神保町の寿司屋かと勘の大将） - ドロンズ石本
- 産業中央銀行の行員（紀本たちとの会食に参加した行員） - 松林慶知、竹林文雄
- 竹宮（神保町支店 融資課長） - 稲野辺祐二
- 中川（5年前の神保町支店 融資課行員） - 飯野泰功
- 出資者（Uキャピトル、ヘブン製薬の出資者） - 岸田研二
- バーテンダー（甘酒横丁のワインバーのバーテンダー） - 高山孟久
- 舞の母親（舞の亡き母親） - 海下真夕

第7話
- 仲下小夜子（四谷支店 個人ローン担当、舞の元同僚） - 大西礼芳
- 三宅翔太（四谷支店 個人ローン担当、富樫の担当者） - 倉悠貴
- 富樫研也（設備工、新宿無差別刺傷事件の犯人） - 夙川アトム
- 岩田康一（四谷支店長） - 田中美央
- 小牧健次郎（産業中央銀行 四谷支店 融資課長） - 永野宗典
- 山崎尚之（四谷支店 融資課、舟町ガス担当） - 武東賢杜
- 石場秀一（石場設計事務所代表） - 川井つと
- 四谷支店の顧客（舟町ガスの不祥事を仲下に相談する顧客） - 結城さなえ
- 四谷支店の顧客（ローン返済を三宅に相談する顧客） - 小田純也
- 小学生（四谷支店へ社会科見学に来た四谷東小学校の生徒） - 嶋田鉄太、糸山寛人、細田梨太、岡菜々美、小松優里亜
- アナウンサー（舟町ガスの不祥事を伝えるアナウンサー） - 山本紘之（日本テレビアナウンサー）
- アナウンサー（新宿無差別刺傷事件を伝えるアナウンサー） - 滝菜月（日本テレビアナウンサー）

第8話
- 清田忠（京橋支店 融資課長） - 岡部尚
- 西久保和哉（正木園芸 店員、元京橋支店 行員） - 田野倉雄太（最終話）
- 中西兼敏（京橋支店長） - 盛隆二
- 河合あや（京橋支店 融資課） - 小野寺ずる
- 深澤陸（京橋支店 融資課） - 浦上晟周
- 河合洋介（河合あやの夫） - BOB
- 医師（河合あやが搬送された病院の医師） - 藤本悠輔
- 佐倉大吾（立川支店 行員、元京橋支店） - 長村航希
- 若林（京橋支店 行員） - 浜田あさみ
- 木村（元京橋支店 行員、川野の元同僚） - 西口泰央
- 佐々木（元京橋支店 行員、川野の元同僚） - 門島考平
- 青山和政（京橋建材社長） - 田子天彩
- 青山の妻（青山和政の未亡人） - 山口詩史
- 青山の関係者（青山和政の葬儀の参列者） - 相川裕滋
- 園芸店の店員（正木園芸 店員） - 中山さおり

第9話
- 早瀬深月（営業第三部 東東デンキ担当 → 東東デンキ〈出向中〉 → 自主退職） - 朝倉あき
- 吉原俊二（営業第三部長） - 平山祐介（最終話）
- 石垣信之介（財務大臣 ） - 大和田伸也（最終話）
- 市村（元東東デンキ経理課長 → 関連会社経理部長） - 俵木藤汰
- 杉下（虎ノ門支店 融資課）- 須藤公一
- 木口憲吾（営業第三部 調査役）- ハルキ
- 早瀬陽菜〈5〉（深月の娘）- 増留優梨愛
- コメンテーター（東東デンキの粉飾決算を解説するコメンテーター）- 木村靖司
- アナウンサー（東東デンキの粉飾決算を伝えるアナウンサー）- 菅谷大介（日本テレビアナウンサー）

最終話
- 木村恵理香（富士見ノ丘支店 窓口担当）- 佐々木史帆
- 小安明（富士見ノ丘支店長）- 佐藤まんごろう
- 清水（本店融資部）- 龍輝
- ママ（クラブのママ）- 吉澤智美
- 竹内浩樹〈63〉（東京第一銀行 元頭取 → 逮捕）- 尾竹明宏
- 浅田大輔（元京橋支店 副支店長 → 海外事業企画部長）- 二宮聡
- 西岡憲（六本木支店 副支店長）- 菊原祐太朗
- 島谷善文（葉山物産社長、富士見ノ丘支店の3億円の融資先）- 大木良介
- 舟木（富士見ノ丘支店融資課、葉山物産担当）- 田中瑛祐
- アナウンサー（インサイダー取引を伝えるアナウンサー）- 矢島学（日本テレビアナウンサー）
- 富士見ノ丘支店の顧客（キャッシュカードを失くした顧客）- 塚地武雅（ドランクドラゴン）

## スタッフ
- 原作 - 池井戸潤
  - S1 - 『不祥事』『銀行総務特命』（講談社文庫）
  - S2 - 『銀行仕置人』『銀行狐』『仇敵』『かばん屋の相続』『不祥事』
  - S3 - 『花咲舞が黙ってない』（中公文庫 / 講談社文庫）『不祥事』（講談社文庫 / 実業之日本社文庫）
- 脚本
  - S1 - 松田裕子、江頭美智留、梅田みか、横田理恵
  - S2 - 松田裕子、梅田みか、横田理恵
  - S3 - 松田裕子、ひかわかよ、室岡ヨシミコ
- 音楽 - 菅野祐悟、得田真裕
- ナレーション - 窪田等（S3）
- 演出
  - S1・S2 - 南雲聖一、佐久間紀佳、鈴木勇馬[7]
  - S3 - 南雲聖一、山田信義、森雅弘
- 主題歌
  - S1 - 西野カナ「We Don't Stop」（SMEレコーズ）
  - S2 - 福山雅治「I am a HERO」（ユニバーサルミュージック）
- 挿入歌
  - S3 - あかせあかり「いつか叶えたくて」（ソニー・ミュージックレーベルズ）[110]
- 脚本協力 - 哥丸由喜子
- 法律監修 - 矢野亜紀子
- 取材協力 - よつばコンサルティング
- 演出補 - 西岡健太郎
- タイトルバック - 小林恵美、森田雄
- 劇中料理 - 赤堀博美
- チーフプロデューサー
  - S1・S2 - 伊藤響
  - S3 - 田中宏史
- プロデュース
  - S1 - 加藤正俊
  - S2 - 加藤正俊、柳井久仁子
  - S3 - 小田玲奈、鈴木香織、能勢荘志
- シリーズプロデューサー - 加藤正俊（S3）
- 企画協力プロデューサー - 玉江唯
- アソシエイトプロデューサー - 柳内久仁子（S1）、森雅弘（AXON）
- ラインプロデューサー - 鈴木香織
- プロデューサー補 - 白石香織
- 制作協力 - 日テレアックスオン
- 製作著作 - 日本テレビ

## 放送日程

### 第1シリーズ
- 2014年4月16日 - 6月18日、全10話。
- 初回・最終回は10分拡大の22時 - 23時10分に放送。

| 各話                                                           | 放送日        | サブタイトル                                              | 原作                                 | 脚本                | 演出       | 視聴率 |
| -------------------------------------------------------------- | ------------- | --------------------------------------------------------- | ------------------------------------ | ------------------- | ---------- | ------ |
| 第1話                                                          | 2014年4月16日 | 池井戸潤原作の痛快ヒロイン誕生!! 銀行の消えた百万円を探せ | 『不祥事』より「激戦区」「過払い」   | 松田裕子 江頭美智留 | 南雲聖一   | 17.2%  |
| 第2話                                                          | 4月23日       | 上司のミスは部下の責任… そんなの間違ってる！              | 「ハッピー・ウェディング」           | 松田裕子 江頭美智留 | 南雲聖一   | 14.7%  |
| 第3話                                                          | 4月30日       | 臨店VS悪徳支店長！ 無能な部下なんていません!!             | 『不祥事』より「荒磯の子」           | 松田裕子            | 佐久間紀佳 | 15.4%  |
| 第4話                                                          | 5月07日       | 若手行員が謎の失踪 銀行にモンスター母が現る!!             | 「モンスター」                       | 梅田みか            | 南雲聖一   | 16.3%  |
| 第5話                                                          | 5月14日       | 臨店vs金融庁検査官 こんなやり方間違ってます!!             | 『不祥事』より「主任検査官」         | 梅田みか            | 佐久間紀佳 | 13.8%  |
| 第6話                                                          | 5月21日       | 支店長が女子行員にセクハラ!? 同期の絆と舞の涙             | 『銀行総務特命』より「官能銀行」     | 松田裕子            | 鈴木勇馬   | 16.0%  |
| 第7話                                                          | 5月28日       | 恋の予感!? 不正融資とワイロ疑惑の行員を探せ!!             | 「料理評論家」                       | 梅田みか            | 佐久間紀佳 | 16.0%  |
| 第8話                                                          | 6月04日       | 銀行が経営破たん!? おばあちゃんの預金を守れ!!             | 『銀行総務特命』より「ペイオフの罠」 | 横田理恵            | 南雲聖一   | 15.8%  |
| 第9話                                                          | 6月11日       | 新たな敵は大企業の御曹司                                  | 『不祥事』より「腐魚」               | 松田裕子            | 佐久間紀佳 | 16.1%  |
| 最終話                                                         | 6月18日       | この銀行は間違ってます!!                                  | 『不祥事』より「不祥事」             | 松田裕子            | 南雲聖一   | 18.3%  |
| 平均視聴率 16.0%（視聴率はビデオリサーチ調べ、関東地区・世帯） |               |                                                           |                                      |                     |            |        |

### 第2シリーズ
- 2015年7月8日 - 9月16日、全11話。
- 初回・最終回は10分拡大の22時 - 23時10分に放送。

| 各話                                                           | 放送日        | サブタイトル                                  | 原作                                     | 脚本     | 演出       | 視聴率 |
| -------------------------------------------------------------- | ------------- | --------------------------------------------- | ---------------------------------------- | -------- | ---------- | ------ |
| 第1話                                                          | 2015年7月08日 | お言葉を返すようですが！ 痛快ヒロイン、復活!! | 『銀行仕置人』より「スクープ」           | 松田裕子 | 南雲聖一   | 14.7%  |
| 第2話                                                          | 7月15日       | 恋の予感!! 融資回収の裏に隠された支店長の悪事 | 『銀行仕置人』より「金庫番」             | 松田裕子 | 佐久間紀佳 | 12.9%  |
| 第3話                                                          | 7月22日       | 女子行員が堕ちた恋の罠!! 窓口から消えた三百万 | 『銀行狐』より「現金その場かぎり」       | 松田裕子 | 鈴木勇馬   | 14.7%  |
| 第4話                                                          | 7月29日       | 銀行内でストーカー事件発生!! 隠された真実     | 『銀行総務特命』より「ストーカー」       | 横田理恵 | 佐久間紀佳 | 14.1%  |
| 第5話                                                          | 8月05日       | 元妻と再会！疑惑の融資!!                      | 『仇敵』より「密計」                     | 梅田みか | 南雲聖一   | 13.6%  |
| 第6話                                                          | 8月12日       | 臨店班vs悪徳検査官 許されざる不正行為を暴け!! | 『かばん屋の相続』より「セールストーク」 | 松田裕子 | 佐久間紀佳 | 14.3%  |
| 第7話                                                          | 8月19日       | 銀行の情報が漏洩！ 機密資料の行方と恋の結末!! | 『仇敵』より「漏洩」                     | 梅田みか | 南雲聖一   | 15.6%  |
| 第8話                                                          | 8月26日       | 支店長が襲われた！… 事件に隠されたパワハラ!!  | 『銀行総務特命』より「遅延稟議」         | 横田理恵 | 佐久間紀佳 | 14.2%  |
| 第9話                                                          | 9月02日       | 消えた一千万の手形… 絶対に隠したかった関係!?  | 『かばん屋の相続』より「手形の行方」     | 梅田みか | 鈴木勇馬   | 15.0%  |
| 第10話                                                         | 9月09日       | 銀行をぶっつぶす！ 脅迫文が訴えた支店長の罪!! | 『銀行狐』より「銀行狐」                 | 松田裕子 | 南雲聖一   | 15.1%  |
| 最終話                                                         | 9月16日       | 賄賂疑惑!!銀行最大の危機                      | 『銀行総務特命』より「煉瓦のよう」       | 松田裕子 | 南雲聖一   | 14.8%  |
| 平均視聴率 14.5%（視聴率はビデオリサーチ調べ、関東地区・世帯） |               |                                               |                                          |          |            |        |

### 第3シリーズ
- 2024年4月13日 - 6月15日、全10話。

| 各話                                                          | 放送日        | サブタイトル       | 原作                                           | 脚本         | 演出     | 視聴率 |
| ------------------------------------------------------------- | ------------- | ------------------ | ---------------------------------------------- | ------------ | -------- | ------ |
| 第1話                                                         | 2024年4月13日 | 今度の敵は女!?     | ドラマオリジナルストーリー                     | 松田裕子     | 南雲聖一 | 7.8%   |
| 第2話                                                         | 4月20日       | 銀行の裏切り!?     | 『花咲舞が黙ってない』より「たそがれ研修」     | 松田裕子     | 南雲聖一 | 6.9%   |
| 第3話                                                         | 4月27日       | 汚された夢!?       | 『花咲舞が黙ってない』より「汚れた水に棲む魚」 | ひかわかよ   | 南雲聖一 | 7.0%   |
| 第4話                                                         | 5月04日       | 因縁のアイツ!?     | 『花咲舞が黙ってない』より「犬にきいてみろ」   | 松田裕子     | 山田信義 | 7.3%   |
| 第5話                                                         | 5月11日       | 湯けむりの攻防!?   | 『花咲舞が黙ってない』より「湯けむりの攻防」   | ひかわかよ   | 山田信義 | 7.6%   |
| 第6話                                                         | 5月18日       | 死んでいない恋人!? | 『花咲舞が黙ってない』より「神保町奇譚」       | 松田裕子     | 南雲聖一 | 7.5%   |
| 第7話                                                         | 5月25日       | 犯行の動機は銀行!? | 『花咲舞が黙ってない』より「暴走」             | 室岡ヨシミコ | 森雅弘   | 7.4%   |
| 第8話                                                         | 6月01日       | 死者からの彼岸花!? | 『不祥事』より「彼岸花」                       | 松田裕子     | 南雲聖一 | 6.7%   |
| 第9話                                                         | 6月08日       | さよなら臨店班     | 『花咲舞が黙ってない』より「エリア51」         | ひかわかよ   | 森雅弘   | 6.4%   |
| 最終話                                                        | 6月15日       | 小さき者の戦い     | 『花咲舞が黙ってない』より「小さき者の戦い」   | 松田裕子     | 南雲聖一 | 8.1%   |
| 平均視聴率 7.3%（視聴率はビデオリサーチ調べ、関東地区・世帯） |               |                    |                                                |              |          |        |

## スピンオフドラマ
『花咲舞のまかない飯』（はなさきまいのまかないめし）のタイトルで、2024年4月27日のS3第3話放送終了後から日本テレビ（関東ローカル）で放送され、TVer、動画配信サービス・Huluにて配信された。

### キャスト（スピンオフドラマ）
- 花咲健 - 上川隆也
- 相馬健 - 山本耕史
- 芝崎太一 - 飯尾和樹（ずん）

### スタッフ（スピンオフドラマ）
- 脚本 - 室岡ヨシミコ
- 音楽 - 菅野祐吾、得田真裕
- 演出 - 森雅弘
- プロデューサー - 小田玲奈、鈴木香織、能勢荘志
- 制作協力 - AX-ON
- 制作著作 - 日本テレビ

### 配信日程（スピンオフドラマ）
| 各話  | 配信日        |
| ----- | ------------- |
| 第1話 | 2024年4月27日 |

## 漫画
テレビドラマシリーズのコミカライズ作品として『Kiss』（講談社）2014年7月号から2015年9月号まで、六多いくみ作画で漫画が連載された。第1回目にはドラマ版の現場レポート漫画が掲載されている。2015年の第2部第1話ではテレビドラマ版（第2シリーズ）決定の宣伝もあった。2015年の第2部第3話では漫画家・六多による「花咲舞役：杏さんインタビュー！」を敢行した。

### 書籍情報（漫画）
- 池井戸潤（原作）、六多いくみ（作画）『花咲舞が黙ってない』講談社〈KC KISS〉、全2巻（上下巻）
  1. 2015年7月13日[講 1]、ISBN 978-4-06-340945-1（上）
  2. 2015年8月12日[講 2]、ISBN 978-4-06-340963-5（下）

## 関連商品

### 映像商品
『花咲舞が黙ってない』（S1）（DVD BOX, Blu-ray BOX）
販売元： バップ、発売：2014年10月22日
『花咲舞が黙ってない 2015』（S2）（DVD BOX, Blu-ray BOX）
販売元： バップ、発売：2016年2月24日

### CD
花咲舞が黙ってない オリジナル・サウンドトラック
販売元： バップ、発売：2015年5月28日

### 書籍
「花咲舞が黙ってない」のおつまみレシピ
著：日本テレビ編、出版元：実業之日本社、発売：2016年3月15日、ISBN 978-4-408-53681-1